# محمد العفاسي
 محمد العفاسي، (2013 - 1948) نائب رئيس مجلس الوزراء وزير العدل ووزير الشؤون الاجتماعية والعمل السابق في الكويت.

## حياته العلمية والعملية
بدأ الفريق متقاعد محمد محسن العفاسي المطيري حياته عصامياً مكافحاً اتجه إلى السلك العسكري وتم قبوله برتبة جندي في الجيش الكويتي وتدرج بالرتب العسكرية حتى وصل إلى رتبة فريق وكأول رئيس لهيئة القضاء العسكري لمدة 25 عاماً تقريباً.. ومن بعد دخوله كجندي بالجيش الكويتي أكمل دراسته متأخراً حتى أكمل مرحلة الثانوية، التحق في كلية الحقوق بـ جامعة الكويت وحصل على الإجازة الجامعية بتقدير امتياز مع مرتبة الشرف، بعد تخرجه أكمل الماجستير في تخصص العلوم السياسية في جامعة نيويورك ، جامعة نيويورك في الولايات المتحدة الأمريكية ومن ثم عاد ادراجه للولايات المتحدة الأمريكية وحصل على الماجستير آخر في القانون من جامعة ميامي في القانون الدولي من University of Wales
جامعة ويلز الحكومية الرسمية من المملكة المتحدة في عام 2003

## مناصبه السياسية والعسكرية
- رئيس هيئة القضاء العسكري منذ أواخر الثمانينات حتى توزيره عام 2009م
- رئيس المحكمة العرفية العسكرية بعد تحرير الكويت.
- عضو مجلس الدفاع العسكري.
- شارك في حرب أكتوبر عام 1973 م، كما شارك في حرب الخليج الثانية عام 1991م.
- عضو لجنة اعلان دمشق من الجانب الكويتي المشكلة بعد حرب تحرير الكويت عام 1991م.
- رئيس اللجنة الرباعية العسكرية، (وزارة الدفاع، وزارة الداخلية، الحرس الوطني، الإدارة العامة للإطفاء).
- رئيس اللجنة القانونية في مجلس الوزراء عام 2011 م.
- ممثل مجلس التعاون لدول الخليج العربية أمام منظمة العمل الدولية (ILO) في جنيف عام 2010 م.
- رئيس مجلس وزراء الشئون الاجتماعية والعمل لدول مجلس التعاون عام 2011 م
- عضو في مجلس إدارة التامينات الاجتماعية منذ عام 1994 حتى عام 2009.
- نائب رئيس الاتحاد الوطني لطلبة جامعة الكويت.
- نائب رئيس مجلس إدارة نادي النصر الرياضي.
- حاصل على العديد من الأوسمة والأنواط العسكرية.
- وزير الشؤون الاجتماعية والعمل بتاريخ 28 مايو 2009م وحتى 7 مايو 2011م.
- نائب رئيس مجلس الوزراء وزير العدل ووزير للشؤون الاجتماعية والعمل بتاريخ 8 مايو 2011 م.[1][2]

## وفاته
- تُوفي في أوائل شهر مايو من عام 2013، بعد صراع طويل مع المرض وشيع الي مثواه الاخير في مقبرة الصليبيخات.[3]